# Gentlea vatteri
Gentlea vatteri là một loài thực vật thuộc họ Myrsinaceae. Loài này có ở El Salvador và Guatemala. Chúng hiện đang bị đe dọa vì mất môi trường sống.